# Кочетков, Андрей Григорьевич
Андре́й Григо́рьевич Кочетко́в (15 мая 1908 года — 1 мая 1990 года) — советский военный деятель, лётчик-испытатель, полковник ВС СССР, Герой Советского Союза, заслуженный лётчик-испытатель СССР.

## Биография
Родился 15 мая 1908 года в Санкт-Петербурге. В 1925 году окончил 9 классов средней школы. Был чернорабочим ленинградского горкомхоза, работал на строительстве улиц.
В РККА с апреля 1927 года. В 1928 году окончил Ленинградскую военно-теоретическую школу лётчиков, а в 1929 году — Качинскую военную авиационную школу лётчиков. До 1933 года служил в регулярных войсках ВВС СССР (Белорусский военный округ). В 1938 году окончил инженерный факультет Военно-воздушной академии имени Н. Е. Жуковского.
С 1938 года — лётчик-испытатель НИИ ВВС. Участвовал в испытаниях многих боевых машин авиации.
С марта 1944 года — в командировке в США, где провёл испытания истребителя P-63 Кингкобра, поставлявшегося в СССР по ленд-лизу. 29 апреля 1944 года был вынужден покинуть штопорящий самолёт на парашюте. 15 августа 1945 года Кочетков первым в стране выполнил полёт на реактивном самолёте Ме-262 и провёл его испытания.
Во время Великой Отечественной войны выезжал на фронт для переучивания лётного состава на новые истребители, побывал на многих фронтах, добился хороших результатов.
С декабря 1950 года находился в командировке в КНР. Помогал лётчикам, защищающим небо Китая, осваивать истребители Ла-9 и Ла-11.
С 1953 года — лётчик-испытатель ОКБ Лавочкина. Поднял в небо ряд самолётов: Ла-190, Ла-200Б, Ла-250 и Ла-250А. В 1955 году выполнил первый полёт на реактивном истребителе С-1.
Указом Президиума Верховного Совета СССР от 26 июня 1958 года за мужество и героизм, проявленные при испытании новой авиационной техники, полковнику-инженеру Кочеткову было присвоено звание Героя Советского Союза.
В феврале 1959 года Кочетков ушёл в запас. Жил в Москве в «Генеральском доме» (Ленинградский проспект, 75).

Могила Кочеткова на Кунцевском кладбище Москвы.

Скончался 1 мая 1990 года. Похоронен на Кунцевском кладбище.

## Награды и почётные звания
- Медаль «Золотая Звезда» № 10799;
- 2 Ордена Ленина (первый орден — № 371660);
- 3 Ордена Красного Знамени;
- 2 Ордена Отечественной войны I степени;
- орден Отечественной войны II степени;
- 2 ордена Красной Звезды;
- Заслуженный лётчик-испытатель СССР;
- другие награды.